# Atta cephalotes
Atta cephalotes — вид мурашок-листорізів родини мирміцин (Myrmicinae).

## Поширення
Вид поширений в Центральній та Південній Америці від Мексики до Болівії.

## Опис
Робочі мурашки червонувато-коричневого кольору, 2-14 мм завдовжки, самиці до 22 мм. Солдати мають велику яйцеподібну голову з виїмкою на потилиці.

## Спосіб життя
Atta cephalotes живиться пліснявим грибком, як вирощує в власних підземних «садах». Грибок росте на листі, яке робочі особини збирають у радіусі до 60 м від мурашника. При чому є два види робочих мурах-фуражирів: одні зрізають траву, інші транспортують її в мурашник. Кожна колонія має декілька королев і до 2 млн робітників. Гнізда будуються в добре дренованих піщаних або суглинистих ґрунтах, можуть досягати 7 м завглибшки.